# Manuel Matheu
Manuel Matheu Rodríguez (Barcelona, 1799 - Alhama de Aragón, 1872) fue un adinerado comerciante catalán, pero radicado en Madrid, que se dio a conocer a mediados del siglo XIX debido a sus operaciones inmobiliarias en el centro de la Capital. Tras las desamortizaciones realizadas en diversas partes de Madrid durante el año 1836, Manuel adquirió los solares que ocupaba anteriormente el derruido Convento de Nuestra Señora de las Victorias (cerca de la Puerta del Sol.) Este solar fue aprovechado para realizar nuevos trazados viarios. La operación de compra le resultó ventajosa debido a que con los años el precio se multiplicó. Entre las modificaciones que realizó en esta zona trasera a la Puerta del Sol fue el de realizar un pequeño Boulevard al estilo de París. En la actualidad esta calle lleva su nombre y se la denomina pasaje de Matheu (Se hallaba entre las calles de Espoz y Mina y Victoria). Este pasaje fue denominado también pasaje de la Equidad y Bazar de la Villa de Madrid. El resto de solares fue dedicado a viviendas, y se convirtió de esta forma en un casero, actividad que alternaba con el comercio, siendo en 1846 director de la empresa denominada 'La Villa de Madrid'. Fue amigo de Baldomero Espartero, a quien se supone que conoció en el ejército. 